# ロスト・チルドレン
『ロスト・チルドレン』（La Cité des Enfants Perdus）は、1995年にフランスで製作されたファンタジー映画。

## ストーリー
錆びれた港町、雨の降る夜に怪力男のワンは弟のダンレーを一つ目族に誘拐されてしまう。子供スリグループのリーダーのミエットと共に弟を取り返すべく奮闘する。

## キャスト
- ロン・パールマン  - ワン
- ジュディット・ヴィッテ - ミエット
- ドミニク・ピノン  - 博士、博士の6人のクローン
- ジャン＝クロード・ドレフュス - マルチェロ
- ダニエル・エミルフォルク - クランク
- ジョゼフ・ルシアン - ダンレー
- ジャン＝ルイ・トランティニャン - イルヴィン（声のみ）

## スタッフ
- 監督：ジャン＝ピエール・ジュネ、マルク・キャロ
- 脚本：ジャン＝ピエール・ジュネ、マルク・キャロ、ジル・アドリアン
- 音楽：アンジェロ・バダラメンティ
- 衣装：ジャン＝ポール・ゴルチエ
- 特殊効果：ピトフ

## ゲーム
映画を原作としたコンピュータゲームがシグノシスからPCでアメリカとヨーロッパの一部で発売、後にPlayStationからも発売された。ミエットを操作してアドベンチャー形式の謎解きに挑む。GameRankingsではPC版が60％、PS版が54％のスコア。
『電撃PlayStation』ソフトレビューでは65、50の115点。レビュアーはシナリオの雰囲気やビジュアルを賞賛したが、ほぼノーヒントでアイテムの場所もわからずフラグの立て方もわかり辛くやや閉口する、レビュアーに配られた完全解法を読んでも厳しいといった高難易度で攻略本を見ながらならいいかもしれないといった昔ならまだしも今どきのアドベンチャーゲームとしては問題だとした他、操作性について慣れればいいとした者とのんびりして苦しいとした者で分かれた。

### ガイドブック
- ロストチルドレン オフィシャルガイド（ISBN 4-7973-0564-9）
出版：ソフトバンククリエイティブ、編集：週刊ザ・プレイステーション編集部/アミューズメント書籍編集部、出版日：1998年1月18日